# قشلاق شاه خانم قدير (مقاطعة بيله سوار)
قشلاق شاه خانم قدیر (بالفارسية: قشلاق شاه خانم قدیر) هي منطقة سكنية تقع في إيران في أردبيل. يقدر عدد سكانها بـ 48 نسمة .